# Igor Cássio
Igor Cássio Vieira dos Santos, noto semplicemente come Igor Cássio (Rio de Janeiro, 30 giugno 1998), è un calciatore brasiliano, attaccante dell'Anápolis.

## Caratteristiche tecniche
È un centravanti.

## Carriera
Cresciuto nel settore giovanile del Botafogo, ha esordito in prima squadra il 12 marzo 2019 disputando l'incontro del Campionato Carioca vinto 2-1 contro il Madureira.

## Statistiche
Statistiche aggiornate al 28 luglio 2019.

### Presenze e reti nei club
| Stagione        | Squadra         | Campionato      | Campionato | Campionato | Coppe nazionali | Coppe nazionali | Coppe nazionali | Coppe continentali | Coppe continentali | Coppe continentali | Altre coppe | Altre coppe | Altre coppe | Totale | Totale | Totale |
| Stagione        | Squadra         | Comp            | Pres       | Reti       | Comp            | Pres            | Reti            | Comp               | Pres               | Reti               | Comp        | Pres        | Reti        | Pres   | Reti   |        |
| --------------- | --------------- | --------------- | ---------- | ---------- | --------------- | --------------- | --------------- | ------------------ | ------------------ | ------------------ | ----------- | ----------- | ----------- | ------ | ------ | ------ |
| 2019            | Botafogo        | A/RJ+A          | 2+2        | 2+0        | CB              | 1               | 0               | CS                 | 3                  | 0                  |             | -           | -           | 8      | 0      |        |
| Totale carriera | Totale carriera | Totale carriera | 4          | 0          |                 | 1               | 0               |                    | 3                  | 0                  |             | -           | -           | 8      | 0      |        |

## Palmarès

### Club

#### Competizioni statali
- Campionato Carioca: 1

Botafogo: 2018